# Prudence Crandall
Pour les articles homonymes, voir Crandall.
Prudence Crandall, née le 3 septembre 1803 à Hopkinton dans le Rhodes Island et morte le 28 janvier 1890 à Elk Falls (Kansas) est une institutrice américaine qui ouvre en 1833 l'une des premières écoles destinée aux jeunes Afro-Américaines, à Canterbury dans le Connecticut,  suscitant une forte opposition parmi les habitants de la ville.

## Biographie

### Enfance et éducation
Prudence Crandall naît le 3 septembre 1803 de Pardon Crandall, fermier de son état et Esther (Carpenter) Crandall. Elle grandit dans ce foyer Quaker à Hopkinton dans le Rhodes Island. Elle étudie l'arithmétique, le latin et les sciences à la New England Friends’ Boarding School à Providence, Rhode Island. Elle doit cette formation inhabituelle pour une fille, à l'intérêt que portent les Quaker à l'éducation. Elle part ensuite s'installer à Canterbury, Connecticut.

## Carrière

### La ségrégation scolaire
En 1831, Crandall ouvre une école privée pour jeunes filles blanches aisées, la Canterbury Female Boarding School, un établissement très bien noté parmi les établissements du Connecticut,. En septembre 1832, Sarah Harris Fayerweather, est la première Afro-Américaine à demander son admission au pensionnat de Crandall. Leur premier entretien est relaté dans The Liberator de William Lloyd Garrison. Crandall connaît le mouvement abolitionniste. Elle accepte Sarah Harris, mais les parents des autres élèves quittent l'école en guise de protestation. 

### LaBlack Lawdu Connecticut
L'opposition de la communauté de Canterbury, qui défend la ségrégation scolaire, est forte et violente,. Prudence Crandall transforme son école en 1833, afin d'enseigner à des étudiantes uniquement afro-américaines recrutées, avec le soutien de The Liberator, du Connecticut, de New York, Philadelphie, Boston et Providence,. Selon les sources, il s'agit de la première ou de l'une des premières écoles afro-américaines créées aux États-Unis ou en Nouvelle-Angleterre,. 
L’école est ouverte pendant 18 mois, durant lesquels Crandall et ses élèves sont soumises à une pression constante de la population locale. Les abolitionnistes viennent prendre sa défense et soutenir sa cause. C’est son propre voisin, un avocat influent, qui mène la croisade contre la nouvelle école ; il obtient de la Chambre des représentants du Connecticut qu'elle adopte une loi qui vise spécifiquement à entraver son activité. La Black Law est votée le 24 mai 1833, pour empêcher les jeunes filles noires habitant d'autres États de venir s'instruire au Connecticut, afin de ne pas augmenter la population noire de l’État, au préjudice de la population,. 
Prudence Crandall subit deux procès. Un abolitionniste notoire, Arthur Tappan de New York, finance ses avocats. Elle est incarcérée une nuit en juillet 1834 puis elle gagne en appel. Mais de guerre lasse, elle finit par fermer définitivement l'école le 10 septembre 1834, après que la foule se soit attaquée directement au bâtiment qui accueillait les élèves. 
La Black Law est abrogée en 1838 et la législature du Connecticut lui alloue une pension annuelle de 400$ en 1886, en guise d'amende honorable,.

## Vie personnelle
Elle épouse en août 1834 Calvin Philleo, un prêtre baptiste et abolitionniste. Ils partent s'installer à La Salle County en Illinois. Elle y dirige une école et participe au mouvement pour le droit de vote des femmes et contre la discrimination de classe ou de race,. Après la mort de son mari en 1874, elle part vivre avec son frère à Elk Falls, au Kansas. Ce dernier est poursuivi pour diffusion de littérature antiesclavagiste en 1835 et emprisonné huit mois. 

## Héritage et honneurs
Son école du Connecticut, monument historique national, est ouvert au public sous le nom de Prudence Crandall Museum. Elle est nommée Héroïne de l’État du Connecticut.
Le mouvement de lutte contre la ségrégation scolaire mené notamment par Fayerweather, Prudence Crandall, Margaret Crittendon Douglass (en) et Myrtilla Miner trouvera un aboutissement en 1954 avec l'arrêt de la Cour suprême.

### Arrêt Brown v. Board of Education du 17 mai 1954
Cet arrêt, voté à l’unanimité, déclare la ségrégation raciale inconstitutionnelle dans les écoles publiques, la Cour suprême, sous la présidence du juge Earl Warren, estimant que les installations « séparées mais égales » sont intrinsèquement inégales et violent le XIVe amendement. La Cour estime que la ségrégation dans l'éducation publique, fondée sur la race, a instillé un sentiment d'infériorité qui avait un effet extrêmement préjudiciable sur l'éducation et la croissance des enfants afro-américains. Earl Warren a basé une grande partie de son opinion sur des informations provenant d'études en sciences sociales, plutôt que sur des précédents judiciaires. La décision utilise également un langage relativement accessible aux non-juristes, car Earl Warren estimait qu'il était nécessaire que tous les Américains en comprennent la logique,,,,. Reconnaissant les difficultés pratiques de l'abolition de la  ségrégation, la Cour demande aux parties liées à l'affaire et aux autres parties concernées (le gouvernement fédéral et les 17 États qui pratiquent alors la ségrégation dans l'enseignement) de présenter pour la session de 1955 leurs conclusions sur les moyens d'y parvenir. Certes, la jurisprudence Plessy v. Ferguson n'est pas explicitement rejetée : il n'est pas contesté que la ségrégation soit légale dès lors que les possibilités offertes aux deux races sont égales. Mais elle est vidée de sa substance, puisque, au moins dans le domaine de l'éducation pour ce premier arrêt, des systèmes séparés ne peuvent être égaux.

### Dans les arts
- La bande dessinée Blanc autour, scénarisée par Wilfrid Lupano et dessinée par Stéphane Fert, parue chez Dargaud en 2021 s'inspire de l'histoire de la Canterbury Female Boarding School.